# Reprezentacja Polski na Mistrzostwach Świata w Narciarstwie Klasycznym 2003
Reprezentacja Polski na Mistrzostwach Świata w Narciarstwie Klasycznym 2003 liczyła dziewięciu sportowców. Reprezentacja ta zdobyła 2 złote medale, dzięki czemu zajęła czwarte miejsce w klasyfikacji medalowej.

## Medale

### Złote medale
- Skoki narciarskie mężczyzn, konkurs indywidualny na skoczni K-120: Adam Małysz
- Skoki narciarskie mężczyzn, konkurs indywidualny na skoczni K-95: Adam Małysz

### Srebrne medale
- brak

### Brązowe medale
- brak

## Wyniki

### Biegi narciarskie

#### Mężczyźni
15 km techniką klasyczną
- Janusz Krężelok - 59. miejsce
- Maciej Kreczmer - 61. miejsce

Sprint
- Janusz Krężelok - 21. miejsce
- Maciej Kreczmer - 36. miejsce

#### Kobiety
10 km techniką klasyczną
- Justyna Kowalczyk - 48. miejsce

Sprint
- Justyna Kowalczyk - 31. miejsce

### Kombinacja norweska mężczyzn
Sprint (7,5 km + K-120)
- Janusz Zygmuntowicz - 54. miejsce

### Skoki narciarskie mężczyzn
Konkurs indywidualny na skoczni K-120
- Adam Małysz - 1. miejsce
- Marcin Bachleda - 27. miejsce
- Robert Mateja - 36. miejsce
- Tomisław Tajner - 36. miejsce

Konkurs drużynowy na skoczni K-120
- Adam Małysz, Robert Mateja, Tomisław Tajner, Marcin Bachleda - 7. miejsce

Konkurs indywidualny na skoczni K-95
- Adam Małysz - 1. miejsce
- Marcin Bachleda - 36. miejsce
- Tomisław Tajner - 37. miejsce
- Tomasz Pochwała - 39. miejsce
- Robert Mateja - 41. miejsce